# Сан-Марино
Сан-Мари́но (итал. San Marino), официально — Респу́блика Сан-Мари́но (итал. Repubblica di San Marino), также известное как Светле́йшая Респу́блика Сан-Мари́но (итал. Serenissima Repubblica di San Marino) — одно из самых маленьких государств в мире. Находится в Южной Европе, со всех сторон окружено территорией Италии. В своих нынешних границах Сан-Марино — самое старое государство Европы. Государство претендует на звание старейшего суверенного государства в мире.
Сан-Марино не входит ни в НАТО, ни в ЕС, но имеет открытые границы с последним, находится с ним в таможенном союзе и входит в Еврозону с правом эмиссии евро и чеканки собственных вариантов монет.

## Этимология
Согласно легенде, в 301 году христианин Марино, бежавший от гонений императора Диоклетиана, основал религиозную общину, независимую от императора и от папы. Позже из неё образовалась
республика, названная по имени основателя, канонизированного ещё при жизни, Сан-Марино (San Marino) — «Святой Марин».

## Географические данные

Карта Сан-Марино

Площадь территории государства составляет всего 60,57 км². Страна располагается на юго-западном склоне трёхглавого горного массива Монте-Титано (738 м над уровнем моря), возвышающегося над холмистой равниной предгорий Апеннин. Скальные массивы занимают почти 80 % территории страны, на пахотные земли приходится 16,6 % площади. У подножия Монте-Титано находится несколько замков и деревень, лежащих в зоне возвышенных равнин.

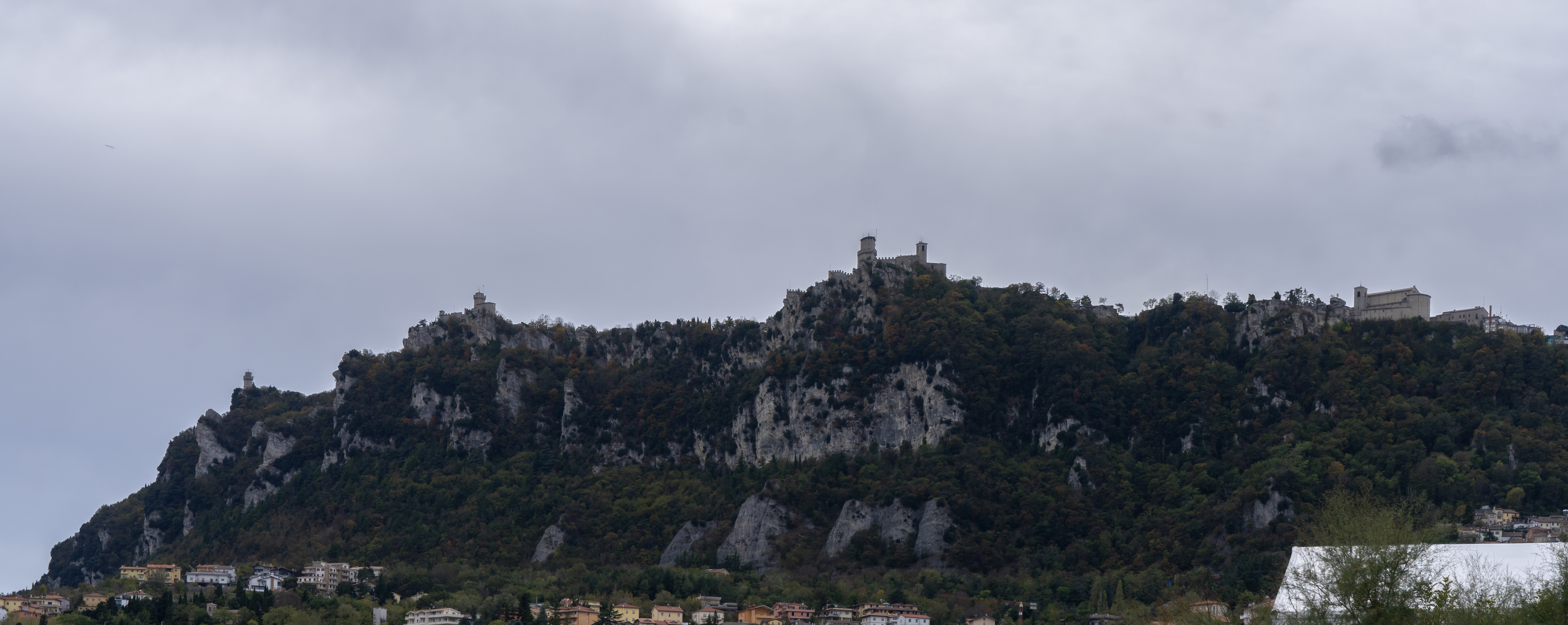
Гора Монте-Титано с её башнями — один из символов Сан-Марино

Климат влажный субтропический. Средняя температура летом +24 °C, зимой около +4 °C. При этом из-за возвышенного положения страны даже в сильную жару здесь прохладно, и ночью зимой температура может опускаться до −6 °C. Осадков выпадает 800—900 мм в год, в основном — в осенне-зимний период. Зимой изредка выпадает снег, но держится он недолго.
Общая протяжённость дорог государства составляет 220 км.

## История
Легендарное основание Сан-Марино относится к началу IV века. Согласно легенде, в 301 году член одной из первых христианских общин с острова Раб в Адриатическом море (территория современной Хорватии) каменотёс Марин с друзьями нашёл убежище на Апеннинах, на вершине горы Монте-Титано. Он открыл в горе каменоломни, а затем, ища уединения, построил себе маленькую келью на её вершине и удалился от мира. Слава его святой жизни привлекала к нему толпы богомольцев, и скоро около его кельи образовался небольшой монастырь. Этот монастырь, названный по имени своего основателя, святого Марина, несомненно, существовал уже в конце VI века и жил самостоятельной жизнью, не завися в политическом отношении ни от кого из соседей. Формально Сан-Марино считается независимым государством с 3 сентября 301 года. Фактически же о какой-либо независимости основанного поселения можно говорить только начиная с VI века, когда Италия распалась на множество зависимых и независимых территорий. В первые столетия своего существования Сан-Марино находилось под протекторатом соседнего герцогства Урбино, но в 855 году получило независимость. Главами государства по традиции являются два капитана-регента, избираемые на полгода. Сан-Марино часто называют самой старой ныне существующей республикой планеты.
8 октября 1600 года принята конституция.
В годы Первой мировой войны Республика Сан-Марино стала союзницей Антанты.
Во время Второй мировой войны республика сохраняла нейтралитет, несмотря на тесное сотрудничество с итальянскими фашистами. 26 июня 1944 британская авиация нанесла бомбовые удары по территории карликового государства, основываясь на ошибочных данных разведки, что Сан-Марино взят немецкими войсками и используется ими в качестве базы снабжения. При этом Великобритания официально войну республике не объявляла. Однако в сентябре того же года Сан-Марино и в самом деле был ненадолго оккупирован немцами, и в том же месяце британским войскам пришлось освободить карликовое государство в ходе сражения при Монте-Пулито.
В 1951 году правительство Сан-Марино приняло решение открыть казино и построить мощную теле- и радиостанцию. Италия выразила протест и объявила о блокаде Сан-Марино. Маленькому государству пришлось уступить. В 1953 году между Италией и Сан-Марино был подписан договор, который запрещал Сан-Марино на своей территории создавать игорные заведения, а также теле- и радиостанции. Лишь в 1987 году Италия разрешила Сан-Марино создать собственный телецентр и даже выделила кредит на его строительство и обслуживание.
В 1991 году между Сан-Марино, Италией и Евросоюзом было заключено соглашение, которое обязало Сан-Марино выполнять предписания Комиссии ЕС. Отныне маленькое государство стало по сути зависимым также от Евросоюза. В 2004 году в Брюсселе было заключено соглашение (вступило в силу с 1 июля 2005 года), которое предусматривает обмен информацией при подозрении в уклонении от уплаты налогов.
В 2000 году в Сан-Марино был принят новый закон о гражданстве, который запретил передачу гражданства по женской линии.
В 2009 году новое соглашение между Сан-Марино и Италией уравняло в трудовых правах граждан Сан-Марино и граждан Италии, а также установило совместную эксплуатацию двумя странами аэропорта Римини.
В 2011 году проявилась зависимость Сан-Марино также от Совета Европы. ПАСЕ заблокировала мандат сан-маринской делегации, так как в её составе было мало женщин. После этого в том же году в Сан-Марино был принят закон, предусматривающий, что не менее трети каждого партийного списка должно отводиться женщинам.

## Государственная символика
Государственный флаг
Государственный герб

## Административное деление
Территория Сан-Марино подразделяется на 9 региональных «за́мков»:
1. Аккуавива;
2. Борго-Маджоре;
3. Доманьяно;
4. Кьезануова;
5. Монтеджардино;
6. Сан-Марино;
7. Серравалле;
8. Фаэтано;
9. Фьорентино.

## Население
Население государства — 34 159 человек (июнь 2022).

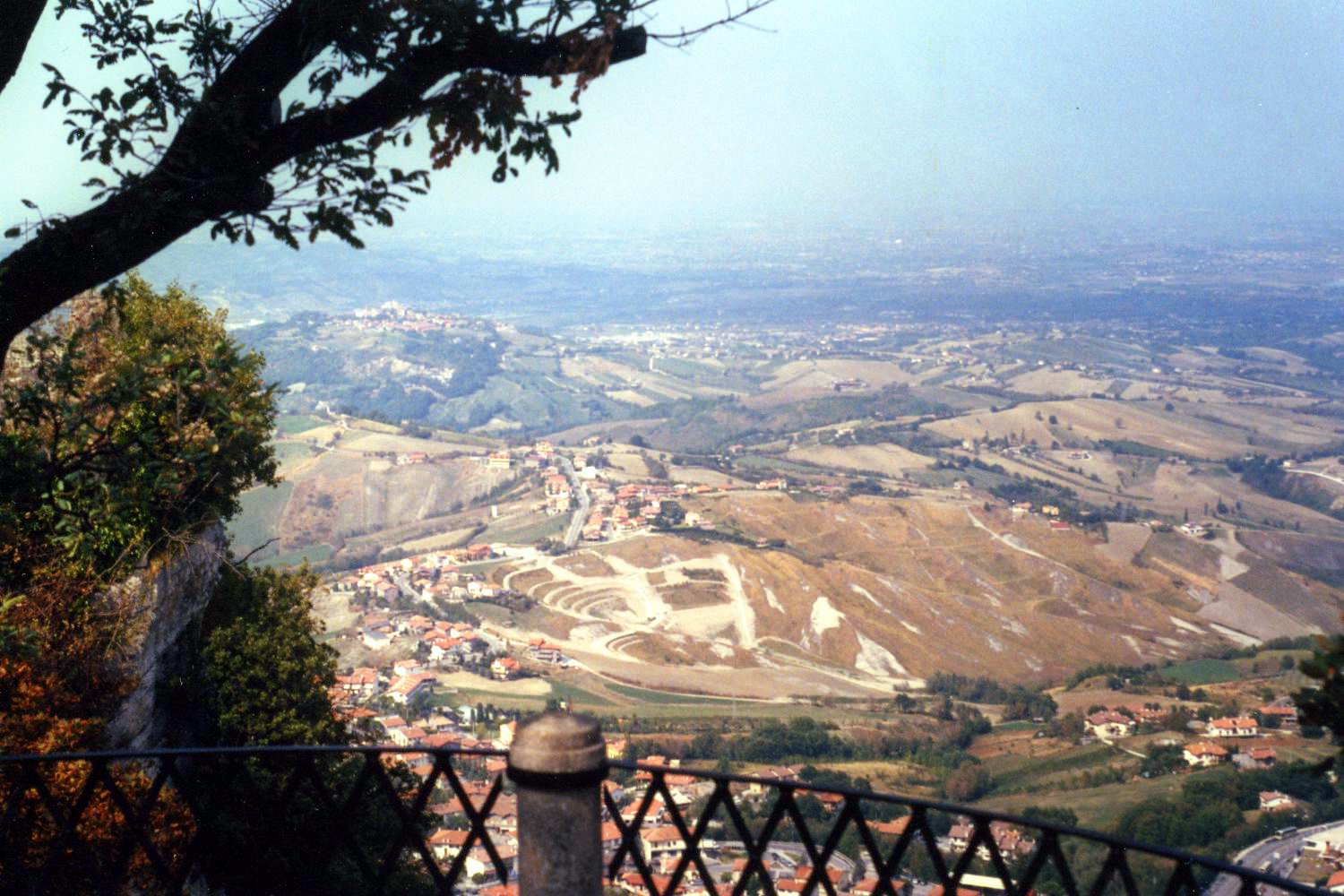

Более 16 % населения страны моложе 15 лет, 67 % — от 15 до 64 лет. Средний возраст жителей республики — 39,6 лет. Рост населения в 2003 году составил почти 1,4 %, уровень рождаемости — 10,49 на 1000 чел., смертности — 7,86 на 1000 чел., уровень младенческой смертности — 5,97 на 1000 новорождённых. Средняя продолжительность жизни 81,43 года.
Около 80 % населения — санмаринцы, 19 % — итальянцы. Более 13 тыс. граждан живут за границей, главным образом в Италии, а также Франции, США и Аргентине. По состоянию на 2019 год, по оценкам ООН, в Сан-Марино проживало 5 507 иммигрантов, или 16,3 % населения страны.
Официальный язык — итальянский, он же — язык большинства населения. Старшее поколение говорит также на местном романьольском диалекте.
93 % населения принадлежат к Римско-католической церкви.

### Гражданство
Согласно статье 84 Закона от 17 июня 2004 года, гражданство Республики Сан-Марино могут получить следующие категории лиц:
- ребёнок, чьи родители являются гражданами Республики;
- ребёнок, один из родителей которого является гражданином Республики (в течение двенадцати месяцев после совершеннолетия);
- ребёнок, один из родителей которого гражданин Республики, а второй — не установлен;
- ребёнок, усыновлённый гражданами Республики;
- ребёнок, рождённый на территории Республики, личности родителей которого не установлены.

Кроме того, получить гражданство республики можно:
- в результате бракосочетания с гражданином Республики по истечении 15 лет нахождения в браке;
- после тридцати лет зарегистрированного проживания на территории Республики.

## Населённые пункты
В Сан-Марино более 30 населённых пунктов. Самое крупное поселение — Серравалле (10 773 жителя). Число жителей во всех остальных населённых пунктах не превышает 5000 человек.
Столица страны город Сан-Марино (4037 жителей) расположена на западном склоне горы Монте-Титано чуть ниже её вершины. В городе размещены правительственные здания, имеются памятники архитектуры, музеи.
Деловые операции осуществляются в Борго-Маджоре (6837 жителей), расположенном на 185 м ниже столицы.

## Политическая система

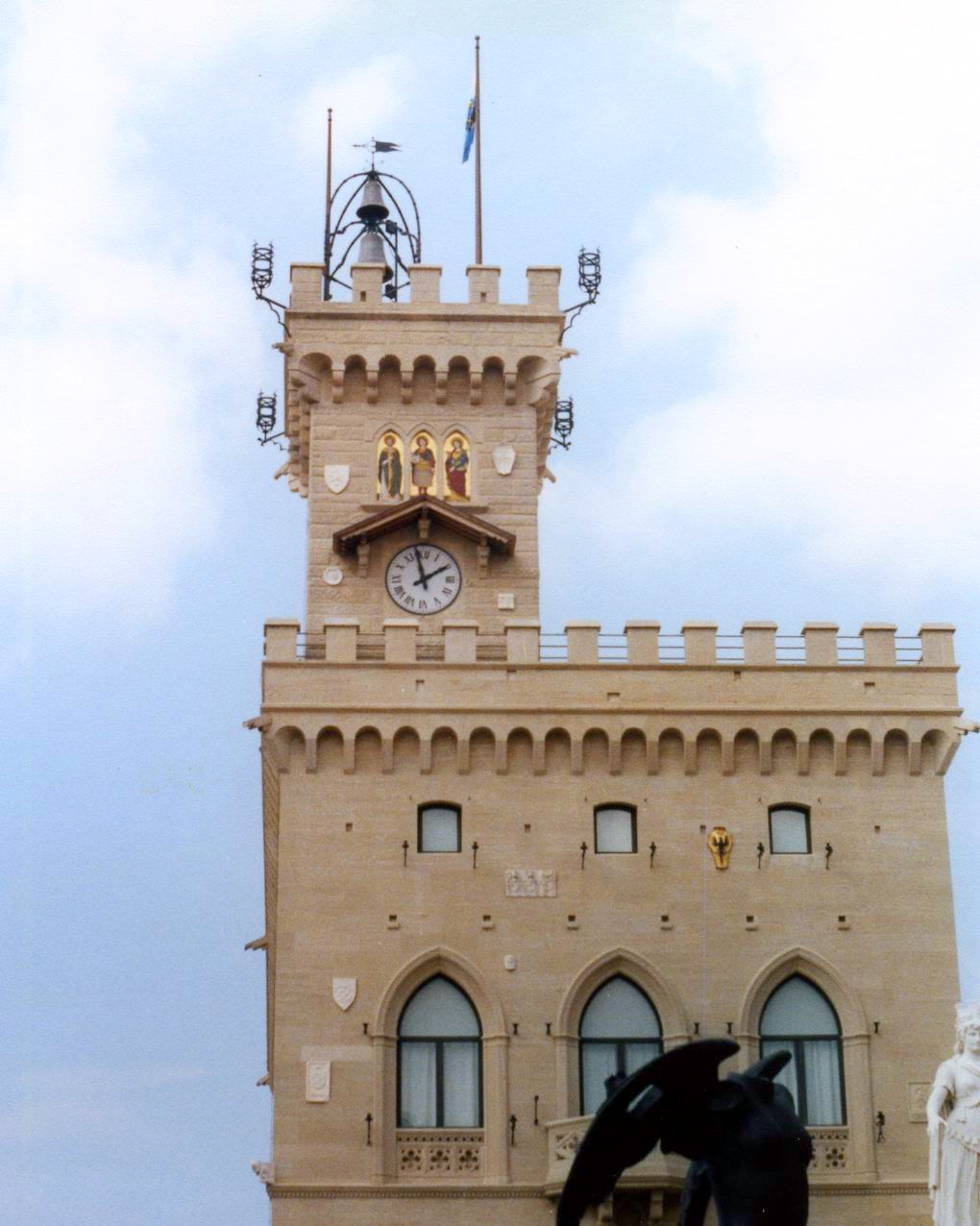
Резиденция правительственных органов Сан-Марино Палаццо Публико

В Сан-Марино действует республиканская форма правления. Главами государства являются два капитана-регента, назначаемые Большим Генеральным советом. Капитаны-регенты избираются на срок 6 месяцев, с 1 апреля до 1 октября и с 1 октября до 1 апреля каждого года. Они выполняют функции главы государства и осуществляют исполнительную власть. Большой Генеральный Совет является парламентом Республики, он состоит из 60 депутатов, избираемых всеобщим голосованием по системе пропорционального представительства по открытым спискам сроком на 5 лет. Аренго, или ассамблея глав семейств, в древности было верховным органом, в настоящее время аренго сохранило за собой право модифицировать Статуты Республики и «право петиции». Это последнее право используется и в наши дни — капитаны-регенты получают многочисленные прошения, предоставляемые гражданами в первое воскресенье после 1 апреля и после 1 октября. Поданные прошения в обязательном порядке должны быть рассмотрены в течение 6 месяцев.
Политические партии Сан-Марино:
- Сан-Маринская христианско-демократическая партия (СМХДП) — основана в 1945 году;
- Сан-Маринская социалистическая партия (СМСП) — основана в 1986 году;
- Сан-Маринская демократическая прогрессивная партия — образована в результате преобразования в апреле 1990 года Сан-Маринской коммунистической партии;
- Сан-Маринская партия коммунистического возрождения;
- Сан-Маринский национальный альянс;
- Народный альянс сан-маринских демократов.

На выборах партии объединяются в блоки.
Если ни один из блоков не получил большинства, то проводится второй тур.
Орган конституционного надзора — Коллегия гарантий конституционности норм, высшая судебная инстанция — Совет Двенадцати, суды апелляционной инстанции — апелляционные судьи, суды первой инстанции — комиссары законов, высшая судебная инстанция административной юстиции — судьи третьей инстанции, суды низшей инстанции административной юстиции — судьи первой инстанции.

## Экономика
Официальная валюта Сан-Марино — евро. Согласно договору с Евросоюзом, государство имеет право чеканить ограниченное количество монет евро с собственной национальной символикой.
По состоянию на 2008 год 36,4 % ВВП страны привносится производственным сектором. Банковский сектор и страхование составляют 18,6 %, сектор государственного управления — 14,3 %, торговля — 8,6 %, сфера услуг — 11,3 %, строительство — 5,5 %. Въездной туризм играет существенную роль в экономике страны: каждый год страну посещает около 2 млн туристов.
Сельское хозяйство Сан-Марино, бывшее долгое время основной отраслью экономики Сан-Марино, в современности представлено овцеводством, возделыванием зерновых культур, виноградарством, виноделием.

## Культура

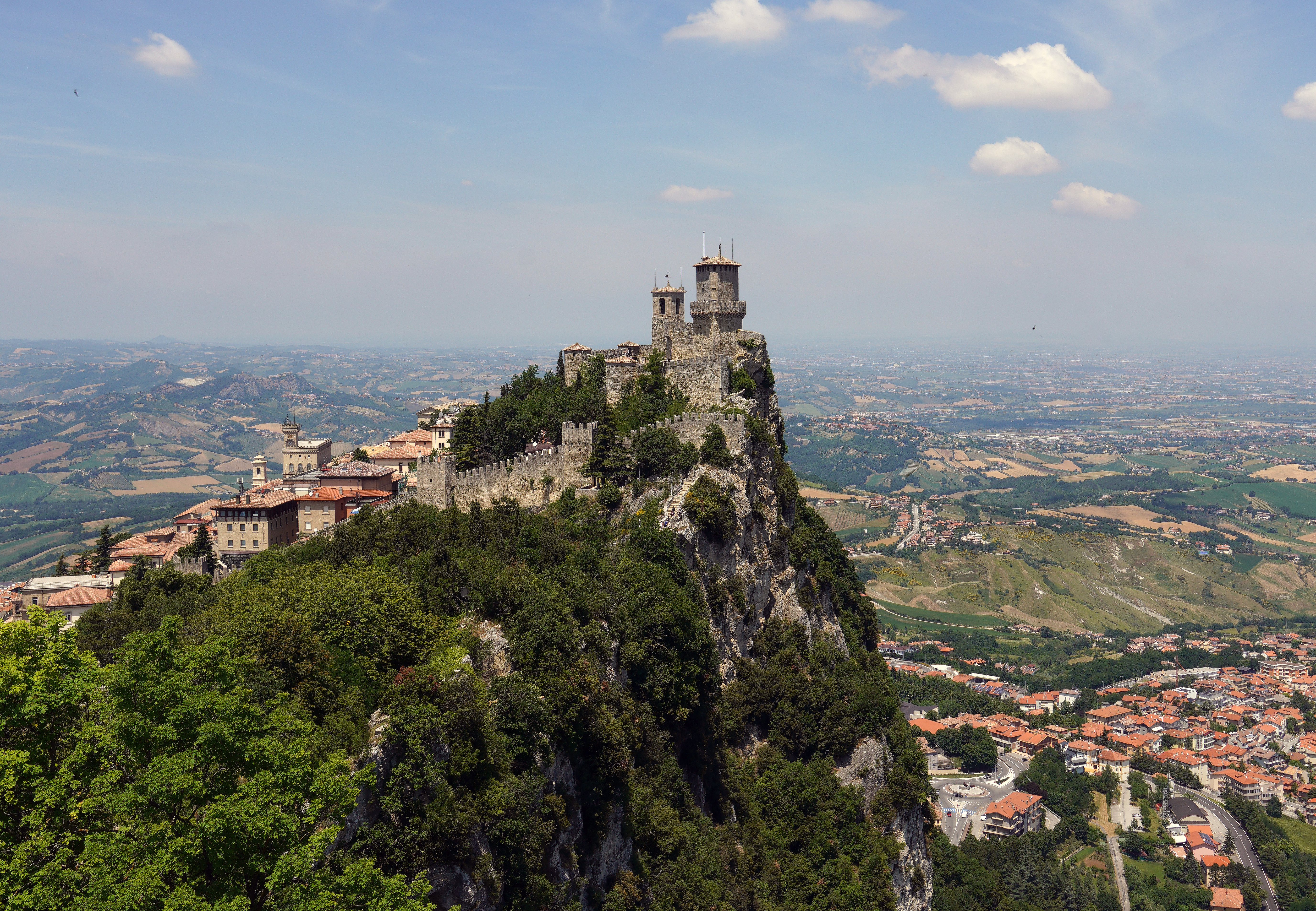
Башня Гуаита

Исторический центр Сан-Марино и гора Монте-Титано с июля 2008 года являются объектом Всемирного наследия ЮНЕСКО.
С 1985 года в Сан-Марино функционирует университет.
С 1983 года в Сан-Марино открыта Международная академия наук Сан-Марино — международная научно-образовательная организация с штаб-квартирой в словацком городе Комарно. Рабочими языками академии являются итальянский, немецкий, английский, французский и эсперанто.
Академия наук Сан-Марино присуждает международные учёные степени: бакалавра, магистра, доктора и доктора высшей ступени.
Сан-Марино является участником Болонского процесса.

## Спорт
Впервые сборная Сан-Марино приняла участие в Олимпийских играх в 1960-м году.
Первую Олимпийскую медаль представительница Сан-Марино выиграла 29 июля 2021 года на перенесённой Олимпиаде в японском Токио. Алессандра Перилли стала бронзовым призёром в стендовой стрельбе в дисциплине «трап».
Сборная Сан-Марино по футболу является одной из слабейших мировых сборных, занимая в рейтинге ФИФА место в 3-й сотне стран. Регулярно принимает участие в отборах на Чемпионаты Европы и Мира от зоны Европа, но в финальных частях мировых и континентальных первенств никогда не участвовала.

## Языки
Единственным официальным языком Сан-Марино является итальянский, местным языком является романьольский язык. Многие санмаринцы владеют английским как вторым языком и французским как третьим.

## Транспорт и связь
См. Транспорт в Сан-Марино
Телекоммуникации
Телефонный код страны — +378, код и префикс номеров мобильной связи — +3786.